# مجزرة الفالوجا (4 ديسمبر 2023)
مجزرة الفالوجا (4 ديسمبر 2023) هي مجزرةٌ ارتكبها سلاح الجوّ الإسرائيلي حينما أغارَ على منطقة الفالوجا بمخيم جباليا. وخلال يوم الإثنين الموافق 4 ديسمبر 2023 قام سلاح الجو بشن سلسلة غارات على مخيم جباليا، واستهدفت هذه الغارات منطقة الفالوجا غرب مخيم جباليا. هذه المجزرة من ضمن عدة مجازر وقعت خلال عملية طوفان الأقصى. تسبّبت هذه المجزرة الإسرائيليّة والتي استهدفت منطقة الفالوجا إلى استشهاد أكثر من 49 شهيدًا.

## خلفية الحدث
في ساعاتِ الصباح الأولى من يوم السابع من أكتوبر 2023 أطلقت حركة المقاومة الإسلامية حماس عبر ذراعها العسكري كتائب الشهيد عز الدين القسام عملية طوفان الأقصى وذلك ردًا على الاعتداءات الإسرائيلية وتدنيس الأقصى والاستمرار في الاستيطان، كما أكّد على ذلك محمد الضيف القائد العام للقسّام والذي أعطى إشارة انطلاق العمليّة التي شهدت اقتحامًا من المقاومين لمستوطنات غلاف غزة ونجحوا في قتلِ عدد كبيرٍ من الجنود الإسرائيلين، وأسر عشرات آخرين كما استطاعوا خلال ساعات قطع عشرات الكيلومترات ووصلوا لمستوطنات أبعد من تلك المحيطة والقريبة من قطاع غزة.
استمرَّت الاشتباكات بين الجيش الإسرائيلي وبين المقاومين في عديد من المستوطنات وعلى رأسها مستوطنة سديروت. الرد الإسرائيلي على هذه العمليّة جاء من خلال شنّ سلاح الجو الإسرائيلي عشرات الغارات العشوائيّة على القطاع متسبّبة في مقتل عشرات المدنيين وتدمير البنية التحتية لمدن القطاع، ليصل حد فرض إغلاق شامل وقطع متعمد لكل الخدمات من ماء وكهرباء وغاز، وهو ما هدَّد حياة أكثر من مليونَي فلسطيني يعيشُ داخل القطاع الذي يُعاني أصلًا من تبعات الحصار الخانق عليهم منذ ستة عشر عاماً.
وفي مساء يوم 27 أكتوبر/تشرين الأول، أعلن جيش الاحتلال الإسرائيلي بدء الهجوم بري على قطاع غزة من خلال بدء التوغل في بلدة بيت حانون ومخيم البريج. حدث الهجوم وسط سلسلة من الغارات الجوية الإسرائيلية واسعة النطاق التي أدت إلى قطع الاتصالات المتنقلة والوصول إلى الإنترنت في غزة.
وبتاريخ 24 نوفمبر 2023 تم وقف إطلاق النار بين المقاومة الفلسطينية وإسرائيل، وهو وقف إطلاق نار مؤقت جرى في الحرب الدائرة بين فصائل المقاومة الفلسطينية في غزة وإسرائيل. وبتاريخ 2 ديسمبر انتهت الهدنة، وخلال ساعات إنتهاء الهدنة الأولى قام سلاح الطيران الإسرائيلي بشن هجمات صاروخية مكثفة على كافة أنحاء القطاع مع التركيز على المنطقة الجنوبية لقطاع غزة.

## الضحايا
1. أحمد مهنا
2. غسان صبيح
3. أبو ياسر بدر
4. أشرف احمد محمود ريان
5. محمد حسن محمود ريان
6. أسامة تايه
7. صالح حمادة وعائلته
8. إبراهيم مطيع الشرافي
9. محمود عطالله
10. محمود حمد"عابد"
11. ماجد حسني الشرافي
12. إيمان ماجد الشرافي
13. محمود ماجد الشرافي
14. براء غبن
15. أحمد ماجد الشرافي
16. علا عقل
17. سارة أحمد الشرافي
18. محمد احمد الشرافي
19. مؤمن ماجد الشرافي
20. ادم محمد ماجد الشرافي
21. ساره محمد الشرافي
22. منال محمد الشرافي
23. ادم محمد الشرافي
24. نداء ماجد الشرافي
25. ديب أبو ظاهر
26. تالين ديب أبو ظاهر
27. مريم ديب أبو ظاهر
28. محمد محمود عيسى أبو ظاهر، وزوجته واطفاله
29. ادهم عيسى أبو ظاهر
30. عيسى أدهم أبو ظاهر
31. بلال أدهم أبو ظاهر
32. هديل أدهم أبو ظاهر
33. هناء ابو ظاهر
34. منى ابو ظاهر
35. ياسمين عيسى ابو ظاهر
36. علي عقل
37. حياة عقل
38. حسام علي عقل
39. هبة عقل
40. علي حسام عقل
41. حياة حسام عقل
42. لما علي عقل
43. دارين علي عقل
44. بسام صالحة
45. رغدة صالحة
46. آية بسام صالحة
47. احمد بسام صالحة
48. دعاء بسام صالحه، وابنائها
49. تالين ابراهيم عابد
50. سيليا ابو ظاهر، وجدتها